# Càrrega energètica
La càrrega energètica és un índex utilitzat per mesurar l'estat energètic de les cèl·lules i que està relacionat amb les concentracions d'ATP i ADP.
{\displaystyle {\mbox{Càrrega energètica}}={\frac {[{\mbox{ATP}}]+{\frac {1}{2}}[{\mbox{ADP}}]}{[{\mbox{ATP}}]+[{\mbox{ADP}}]+[{\mbox{AMP}}]}}}
La càrrega energètica pren valors entre 0 i 1, on 0 és el mínim de càrrega energètica (tota l'adenosina està en forma d'AMP) i 1 és el màxim (tota l'adenosina està trifosfatada). La càrrega energètica normal en una cèl·lula se situa al voltant de 0,9.
En disminuir el valor de càrrega energètica degut al consum d'ATP, s'activen els mecanismes de producció d'ATP, alhora que se'n disminueix el consum. Quan s'assoleixen concentracions altes d'ATP se n'inhibeixen els mecanismes principals de producció (rutes catabòliques), alhora que s'estimulen les rutes anabòliques, que consumeixen ATP.